# Division 1 (Bélgica) 1993-94
La Primera División de Bélgica 1993/94 fue la 91.ª temporada de la máxima competición futbolística en Bélgica.

## Tabla de posiciones
| Pos | Equipo                 | PJ | PG | PE | PP | GF | GC | Pts | DG  | Notas                                                 |
| --- | ---------------------- | -- | -- | -- | -- | -- | -- | --- | --- | ----------------------------------------------------- |
| 1   | R.S.C. Anderlecht      | 34 | 24 | 7  | 3  | 79 | 31 | 55  | +48 | Clasificado a la Liga de Campeones de la UEFA 1994-95 |
| 2   | Club Brugge            | 34 | 20 | 13 | 1  | 54 | 19 | 53  | +35 | Clasificado a la Recopa de Europa 1994-95             |
| 3   | R.F.C. Sérésien        | 34 | 15 | 13 | 6  | 50 | 27 | 43  | +23 | Clasificado a la Copa de la UEFA 1994-95              |
| 4   | R. Charleroi S.C.      | 34 | 18 | 5  | 11 | 61 | 49 | 41  | +12 | Clasificado a la Copa de la UEFA 1994-95              |
| 5   | R. Antwerp F.C.        | 34 | 14 | 13 | 7  | 44 | 38 | 41  | +6  | Clasificado a la Copa de la UEFA 1994-95              |
| 6   | Standard Liège         | 34 | 13 | 12 | 9  | 43 | 22 | 38  | +21 |                                                       |
| 7   | K.V. Oostende          | 34 | 10 | 16 | 8  | 45 | 41 | 36  | +4  |                                                       |
| 8   | Y.R. K.V. Mechelen     | 34 | 10 | 15 | 9  | 40 | 40 | 35  | 0   |                                                       |
| 9   | K.S.K. Beveren         | 34 | 11 | 11 | 12 | 42 | 40 | 33  | +2  |                                                       |
| 10  | K.F.C. Germinal Ekeren | 34 | 11 | 10 | 13 | 49 | 48 | 32  | +1  |                                                       |
| 11  | K.F.C. Lommel S.K.     | 34 | 10 | 10 | 14 | 42 | 50 | 30  | -8  |                                                       |
| 12  | Cercle Brugge K.S.V.   | 34 | 9  | 11 | 14 | 52 | 63 | 29  | -11 |                                                       |
| 13  | Club Liégeois          | 34 | 9  | 11 | 14 | 40 | 59 | 29  | -19 |                                                       |
| 14  | Lierse S.K.            | 34 | 7  | 14 | 13 | 30 | 42 | 28  | -12 |                                                       |
| 15  | K.A.A. Gent            | 34 | 7  | 13 | 14 | 43 | 57 | 27  | -14 |                                                       |
| 16  | R.W.D. Molenbeek       | 34 | 7  | 11 | 16 | 32 | 49 | 25  | -17 |                                                       |
| 17  | K.S.V. Waregem         | 34 | 6  | 7  | 21 | 32 | 62 | 19  | -30 | Descenso a la Segunda División                        |
| 18  | K.R.C. Genk            | 34 | 4  | 10 | 20 | 38 | 79 | 18  | -41 | Descenso a la Segunda División                        |

PJ = Partidos jugados; PG = Partidos ganados; PE = Partidos empatados; PP = Partidos perdidos; GF = Goles a favor; GC = Goles en contra; Pts = Puntos; DG = Diferencia de goles